# Пелтініш (Сучава)
Пелтініш (рум. Păltiniș) — село у повіті Сучава в Румунії. Входить до складу комуни Панач.
Село розташоване на відстані 310 км на північ від Бухареста, 80 км на південний захід від Сучави, 146 км на схід від Клуж-Напоки.

## Населення
За даними перепису населення 2002 року у селі проживали 100 осіб, усі — румуни. Усі жителі села рідною мовою назвали румунську.